# La Gauche (Pologne)
Pour les autres articles nationaux ou selon les autres juridictions, voir La Gauche.
La Gauche (en polonais : Lewica) est une coalition politique informelle et un groupe parlementaire de gauche en Pologne.

## Historique

### Fondation et idéologie
L’entité est fondée dans la perspective des élections parlementaires de 2019. Elle rassemble l'Alliance de la gauche démocratique (SLD), Wiosna (Printemps) et Razem (Ensemble). Les partis concourent aux élections parlementaires sous l'étiquette du SLD.
À sa fondation, la coalition présente un programme social, écologique et progressiste. Elle promeut tout d'abord une politique sociale en faveur des droits des travailleurs, de l'augmentation des salaires, des congés payés, de la sécurité sociale, de la stabilité et de la sécurité de l’emploi, et de l'accès au logement. Elle promeut également une politique écologique en faveur de la neutralité carbone et du développement des énergies vertes. Enfin, elle promeut une politique progressiste en faveur des droit à l'avortement, des droits des minorités LGBT, de l'égalité des salaires entre les hommes et les femmes, d'une séparation de la politique et de l'école de l'influence de l'Église, et contre les discriminations de toutes sortes.

### Élections parlementaires de 2019
L'alliance récolte 12,56 % des suffrages et remporte 49 sièges à la Diète Le groupe parlementaire constitué à la Diète à la suite du scrutin prend le nom de « Groupe parlementaire de la coalition de La Gauche (Razem, Alliance de la gauche démocratique, Wiosna Roberta Biedronia) ».
Lors des élections sénatoriales, le pacte conclu entre la Coalition civique, la Coalition polonaise et La Gauche, postulant que dans chaque district les membres de l'accord ne soutiendront qu'un seul et même candidat leur permet de mettre en minorité dans la chambre haute Droite unie, la coalition au pouvoir dirigée par Droit et justice. La Gauche obtient deux sénateurs.

### Élection présidentielle de 2020
En janvier 2020, La Gauche désigne Robert Biedroń pour être son candidat à l'élection présidentielle. Il termine sixième avec 2,2 % des voix. Dans l'entre-deux tours, il apporte son soutien au candidat libéral de la Coalition civique, Rafał Trzaskowski, face au président sortant, le conservateur de Droit et justice Andrzej Duda. Ce dernier gagne avec 51,03 % des voix.

### Élections parlementaires de 2023
Le 9 octobre 2021, Printemps et l'Alliance de la gauche démocratique fusionnent pour former Nouvelle Gauche.
Le 27 février 2023, Nouvelle Gauche, La Gauche ensemble, le Parti socialiste polonais et l'Union du travail s'accordent pour se présenter unis aux élections parlementaires d'octobre 2023 au sein d'une même liste électorale, sous l'étiquette « Lewica ». D'après Włodzimierz Czarzasty, un dirigeant de Nouvelle Gauche, les organisations de gauche, les syndicats, associations féministes et activistes sont les bienvenus dans l'alliance. La coalition se présente comme une nécessité pour vaincre Droit et justice et garantir ensuite une Pologne sociale et démocratique garantissant les droits humains de tous.
La Gauche ne confirme pas sa participation à une liste commune d'opposition pour les élections législatives, allant de la gauche au centre droit, comme souhaitée par Coalition civique, le plus grand groupe d'opposition. Cependant, Czarzasty confirme l'existence d'un accord électoral (en) avec les autres forces d'opposition (Coalition civique et Troisième voie) pour les élections sénatoriales, similaire à celui de 2019. Contrairement à la chambre basse, élue à la proportionnelle, le sénat est en effet élu par un système majoritaire uninominal à un tour qui défavorise bien plus la désunion.

## Résultats électoraux

### Élections parlementaires
| Année | Électeurs | % des suffrages | Sièges   | Gain | Gouvernement                              | Chef                  |
| ----- | --------- | --------------- | -------- | ---- | ----------------------------------------- | --------------------- |
| 2019  | 2 319 946 | 12,56 (#3)      | 49 / 460 | 49   | Opposition                                | Włodzimierz Czarzasty |
| 2023  | 1 859 018 | 8,61 (#4)       | 26 / 460 | 23   | Opposition (2023), Tusk III (depuis 2023) | Włodzimierz Czarzasty |

## Composition du groupe

### Membres actuels
| Parti | Parti                     | Idéologie               | Positionnement | Leader                  | Députés  | Sénateurs | Députés européens | Diétines |
| ----- | ------------------------- | ----------------------- | -------------- | ----------------------- | -------- | --------- | ----------------- | -------- |
|       | Nouvelle Gauche           | Social-démocratie       | Centre gauche  | Włodzimierz Czarzasty   | 19 / 460 | 5 / 100   | 3 / 53            | 11 / 552 |
|       | Parti socialiste polonais | Socialisme démocratique | Gauche         | Wojciech Konieczny (en) | 0 / 460  | 1 / 100   | 0 / 53            | 0 / 552  |
|       | Union du travail          | Social-démocratie       | Centre gauche  | Waldemar Witkowski (en) | 0 / 460  | 1 / 100   | 0 / 53            | 0 / 552  |

La Gauche ensemble est membre de la coalition de 2019 à 2024.